# Jorge Selarón
Jorge Selarón (Limache, 1947 – Rio de Janeiro, 10 gennaio 2013) è stato un pittore e ceramista cileno che operò, per gran parte della sua vita visse a Rio de Janeiro.

## Biografia
Jorge Selarón nacque in Cile nel 1947 e viaggiò in oltre cinquanta paesi del mondo prima di giungere, nel 1983, a Rio de Janeiro, dove decise di stabilirsi definitivamente.
È noto al grande pubblico per il suo lavoro sulla Scalinata Selarón, una scalinata ricoperta di piastrelle situata tra i quartieri di Lapa e Santa Teresa a Rio de Janeiro in Brasile. Considerò la Scalinata Selarón un "tributo al popolo brasiliano."
Si trasferì nel quartiere di Lapa a metà degli anni ottanta, andando a vivere in una casa nei pressi della scalinata. Negli anni novanta, iniziò a decorare i 215 gradini che portavano al Convento di Santa Teresa con delle piastrelle di ceramica. La sua trasformazione artistica della scalinata, utilizzando piastrelle e porcellane regalate da amici e sostenitori, necessitò circa 20 anni per essere portata a termine. La sua scalinata, che fu dichiarata un emblema della città nel 2005, ha fatto parte della presentazione di Rio de Janeiro per i Giochi Olimpici del 2016.
Jorge Selarón è stato trovato morto sulla Scalinata Selarón vicino a casa sua il 10 gennaio 2013, all'età di 65 anni. La polizia non ha scartato l'ipotesi dell'omicidio, visto che l'artista aveva ricevuto ripetute minacce di morte. Viene considerata anche l'ipotesi di suicidio, poiché secondo la testimonianza degli amici l'artista soffriva di depressione.